# مصنع الزوجات (فلم)
مصنع الزوجات فيلم مصري من إنتاج عام 1941، بطولة محمود ذو الفقار وأنور وجدي وكوكا، إخراج نيازي مصطفى.

## فريق العمل
- محمود ذو الفقار
- أنور وجدي
- كوكا
- دولت أبيض
- عبد الفتاح القصري
- ثريا حلمي
- إحسان الجزايرلي
- زوزو نبيل
- محمد توفيق
- ليلى فوزي
- إسماعيل ياسين
- سعاد أحمد
- عبد الوارث عسر
- ماري منيب

## روابط خارجية
- مصنع الزوجات على موقع الدهليز
- مصنع الزوجات على موقع قاعدة بيانات الأفلام العربية
- مصنع الزوجات على موقع قاعدة بيانات الفيلم (الإنجليزية)
- مصنع الزوجات على موقع ليتربوكسد (الإنجليزية)